# Sybrand van der Werf
Sybrand van der Werf (Hichtum, 1977) is een Nederlands operaregisseur.
Van der Werf studeerde van 1995 tot en met 2003 aan de Rijksuniversiteit Groningen, achtereenvolgens sterrenkunde en kunstmatige intelligentie. Daarna studeerde hij aan de Toneelacademie Maastricht, waar hij in 2006 afstudeerde als regisseur/docent drama. Sindsdien heeft Van der Werf bij meerdere binnen- en buitenlandse operagezelschappen gewerkt, zoals Opera Zuid, Opera Trionfo, BarokOpera Amsterdam, Nationaltheater Mannheim en de Salzburger Festspiele. Hij is sinds 2018 artistiek leider van Opera Compact.